# Satoshi Taira
Satoshi Taira (født 16. juli 1970) er en tidligere japansk fodboldspiller.
Han har spillet for flere forskellige klubber i sin karriere, herunder Vegalta Sendai.